# Павелеску, Аурельян
Аурельян Павелеску (рум. Aurelian Pavelescu: 20 октября 1964, Лэдешти, Вылча, СРР) — румынский политик, активист Национал-либеральной партии, депутат парламента от Демократической либеральной партии, с 2010 — председатель Христианско-демократической национал-цэрэнистской партии. Эволюционировал от либерализма к консерватизму, правому национализму и евроскептицизму. Известен политическим альянсом с Ливиу Драгней.

## Литературовед и юрист
Родился в семье школьных учителей, отец преподавал румынский язык и литературу, мать — географию. Начальное образование получил в Лэдешти, среднее — в Рымнику-Вылче и Бухаресте. Увлекался гуманитарными предметами, особенно литературой. В 1989 окончил факультет литературы Бухарестского университета. Публиковал в литературном журнале работы о поэзии Михая Эминеску и Никиты Стэнеску.
Преподавал румынский язык и литературу сначала в средней школе, потом в Национальном университете театра и кино. В 1997 окончил в Бухарестском университете юридический факультет и профессионально занялся адвокатской деятельностью. Женат, имеет дочь.

## Партийный политик и депутат
Аурельян Павелеску поддержал антикоммунистическую Румынскую революцию. В декабрьские дни 1989 был заместителем председателя Совета Фронта национального спасения в жудеце Вылча. В 1990 активно участвовал в воссоздании исторической Национал-либеральной партии (НЛП). Тесно сотрудничал с лидером НЛП Раду Кымпяну, редактировал журнал Europa liberală.
В 1994—1996 Аурельян Павелеску возглавлял более националистическую Национальную правую партию. В 2004 вступил в Демократическую либеральную партию (ДЛП), во главе которой стоял тогда Траян Бэсеску. На выборах 2004 Павелеску был избран в палату депутатов. Состоял в комиссии по расследованию злоупотреблений и коррупции. Инициировал проверки законности актов приватизации, отстаивал имущественные права православной и католической церквей.
С 1997 Аурельян Павелеску состоит в Союзе адвокатов Румынии. В 1999—2004 был членом Международной федерации журналистов. С 2000 возглавляет профессиональную ассоциацию адвокатов, в 2002—2004 — вице-президент профобъединения Atlas.
В 2005 Аурельян Павелеску вышел из ДЛП, чтобы на следующий год присоединиться к Христианско-демократической национал-цэрэнистской партии (ХДНЦП). Являлся заместителем председателей ХДНЦП Георге Чуханду и Мариана Милуца. В 2008 баллотировался в примары Бухареста. Выступал с программой социально-консервативного толка — решение транспортной проблемы, борьба с молодёжной преступностью, ограничение азартных игр. Предлагал предвыборный блок НЛП, но получил отказ от Людовика Орбана.

## Председатель ХДНЦП
С 2010 Аурельян Павелеску — председатель ХДНЦП. Его лидерский стиль отмечен прагматизмом, готовностью к неожиданным союзам ради достижения текущих конкретных целей. На парламентские выборы 2012 ХДНЦП шла в коалиции Альянс правой Румынии — с ДЛП Василе Благи и Гражданской силой Михая Рэзвана Унгуряну. Партия получила лишь по одному месту в сенате и палате депутатов — но впервые за двенадцать лет.
Острый конфликт возник в 2019, когда Павелеску пошёл на союз с Социал-демократической партией (СДП), в которой основатели ХДНЦП видели наследие коммунистического режима. Павелеску поддержал на президентских выборах кандидата СДП Виорику Дэнчилэ, подписал соглашение о сотрудничестве с тогдашним лидером СДП Ливиу Драгней. Это вызвало резкие протесты ветеранов национал-цэрэнизма, приверженных традиции Юлиу Маниу и Корнелиу Копосу. Они обвинили Павелеску в сговоре с неокоммунистами, компрометации партии, отходе от заветов исторических лидеров.
С начала 2020-х Павелеску прервал сотрудничество с СДП, которую покинул Драгня. Оба стали выступать с крайне правых националистических, традиционалистских, антилиберальных и антиевросоюзных позиций. От имени ХДНЦП Павелеску заключил союз с Альянсом за родину — правой национал-популистской партией Драгни. Стороны договорились создать «полюс суверенитета» — противостоять «национал-предательскому полюсу глобализма» в лице НЛП и СДП.Скандальный резонанс вызвало вручение Драгне — эпатажному политику, осуждённому по уголовной статье — «Медали памяти Юлиу Маниу».
В партии разразился и финансовый скандал: депутат Европарламента Кристиан Терхеш обвинил Аурельяна Павелеску в присвоении значительных средств. Павелеску в ответ объявил об исключении Терхеша. Терхеш не признал этого решения. Группа активистов — Мирча Талош, Валериан Стан, Ливиу Петрина и другие — создали Национал-цэрэнистскую партию Маниу—Михалаке, позиционировались в традициях основателей национал-цэрэнизма, развернули политическую и юридическую борьбу против руководства Павелеску.
Деятельность Павелеску подвергалась жёсткой критике как «оппортунизм» и «авантюризм». Отмечалось также, что в ХДНЦП сформировалась новая генерация руководителей и активистов, не связанных с национал-цэрэнистской традицией, малоизвестных в стране, обязанных Павелеску своим политическим статусом и поддерживающих его.
В заявлении для прессы 24 февраля 2024 Павелеску яростно критиковал президента Клауса Йоханниса, правительственную коалицию НЛП и СДП — «подчинение Румынии брюссельской олигархии Евросоюза» и лично Урсуле фон дер Ляйен. Эти нападки он обосновывал ссылками на Юлиу Маниу, призывавшего противостоять любой диктатуре.